# Lijst van rijksmonumenten op Fort Hoofddijk
Op en rond het terrein van Fort Hoofddijk bevinden zich 9 rijksmonumenten. Hieronder een overzicht.
| Object                                                                                  | Oorspronkelijke functie?  | Bouwjaar  | Architect | Locatie         | Coördinaten?                 | Nr.?   | Afbeelding        |
| --------------------------------------------------------------------------------------- | ------------------------- | --------- | --------- | --------------- | ---------------------------- | ------ | ----------------- |
| Nieuwe Hollandse Waterlinie Cluster 39. Fort Hoofddijk: Aanleg en aardwerk met hoofdwal | Fort, vesting en -onderdl | 1877-1879 |           | Budapestlaan 17 | 52° 5' 17" NB, 5° 10' 14" OL | 531095 | Meer afbeeldingen |
| Fort Hoofddijk: Bomvrije kazerne A met poterne                                          | Fort, vesting en -onderdl | 1877-1879 |           | Budapestlaan 17 | 52° 5' 17" NB, 5° 10' 13" OL | 531096 | Meer afbeeldingen |
| Fort Hoofddijk: Bomvrije remise / munitiedepot B                                        | Fort, vesting en -onderdl | 1877-1879 |           | Budapestlaan 17 | 52° 5' 18" NB, 5° 10' 14" OL | 531097 | Meer afbeeldingen |
| Fort Hoofddijk: Bomvrije remise C                                                       | Fort, vesting en -onderdl | 1877-1879 |           | Budapestlaan 17 | 52° 5' 18" NB, 5° 10' 11" OL | 531098 | Upload foto       |
| Fort Hoofddijk: Bomvrije remise D                                                       | Fort, vesting en -onderdl | 1877-1879 |           | Budapestlaan 17 | 52° 5' 15" NB, 5° 10' 15" OL | 531099 | Meer afbeeldingen |
| Fort Hoofddijk: Schuilplaatsen type 1918/I                                              | Fort, vesting en -onderdl | 1918      |           | Budapestlaan 17 | 52° 5' 15" NB, 5° 10' 19" OL | 531100 | Meer afbeeldingen |
| Fort Hoofddijk: Groepsschuilplaats type P                                               | Fort, vesting en -onderdl | 1939-1940 |           | Budapestlaan 17 | 52° 5' 15" NB, 5° 10' 15" OL | 531101 | Meer afbeeldingen |
| Fort Hoofddijk: Gietstalen koepelkazemat type G                                         | Kazemat                   | 1939-1940 |           | Budapestlaan 17 | 52° 5' 14" NB, 5° 10' 15" OL | 531102 | Upload foto       |
| Fort Hoofddijk: Houten fortwachterswoning / voormalige genieloods                       | Kazemat                   | rond 1900 |           | Budapestlaan 17 | 52° 5' 17" NB, 5° 10' 8" OL  | 531103 | Meer afbeeldingen |